# Ionopsis utricularioides
Ionopsis utricularioides là một loài thực vật có hoa trong họ Lan. Loài này được (Sw.) Lindl. mô tả khoa học đầu tiên năm 1826.

## Hình ảnh

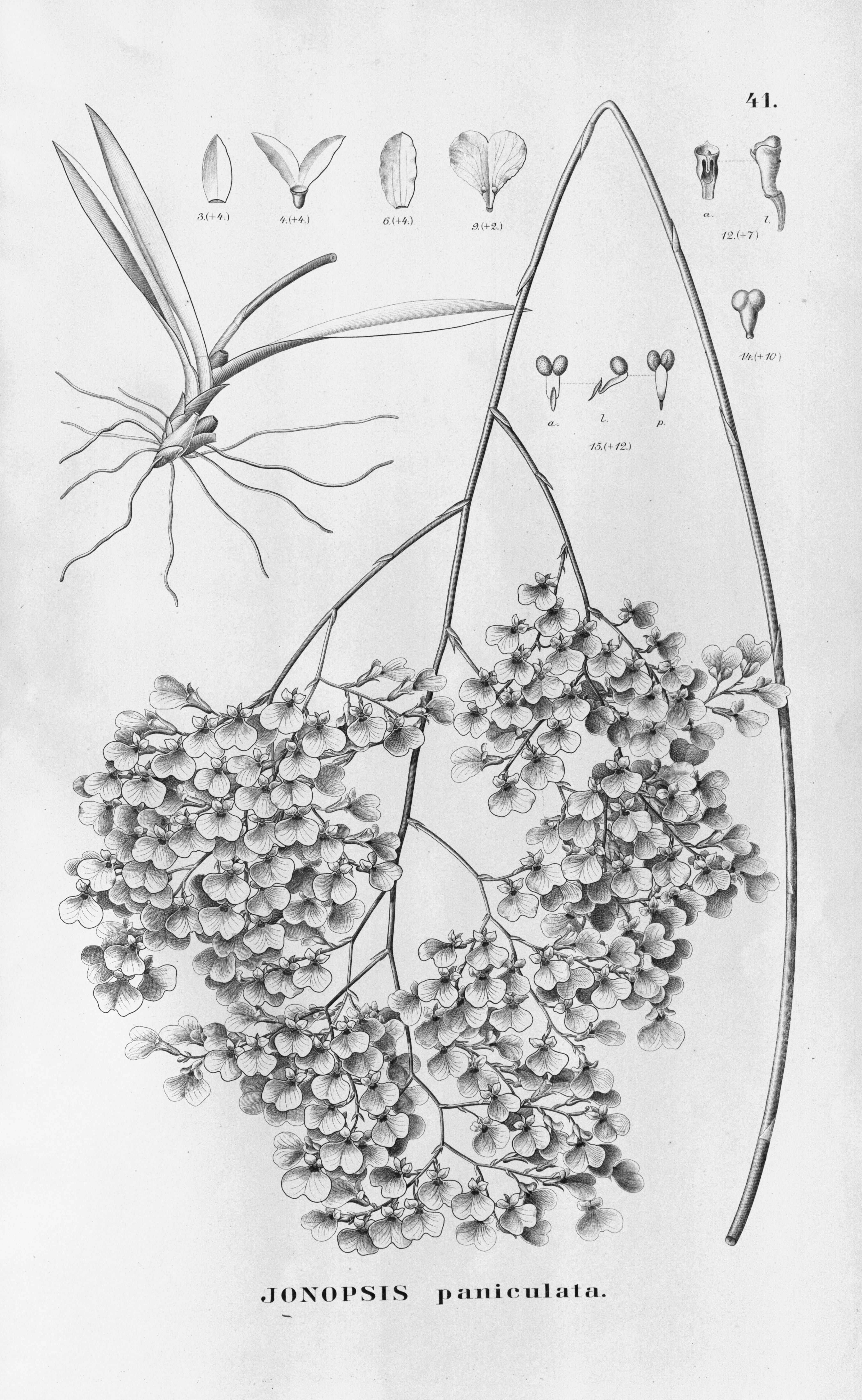
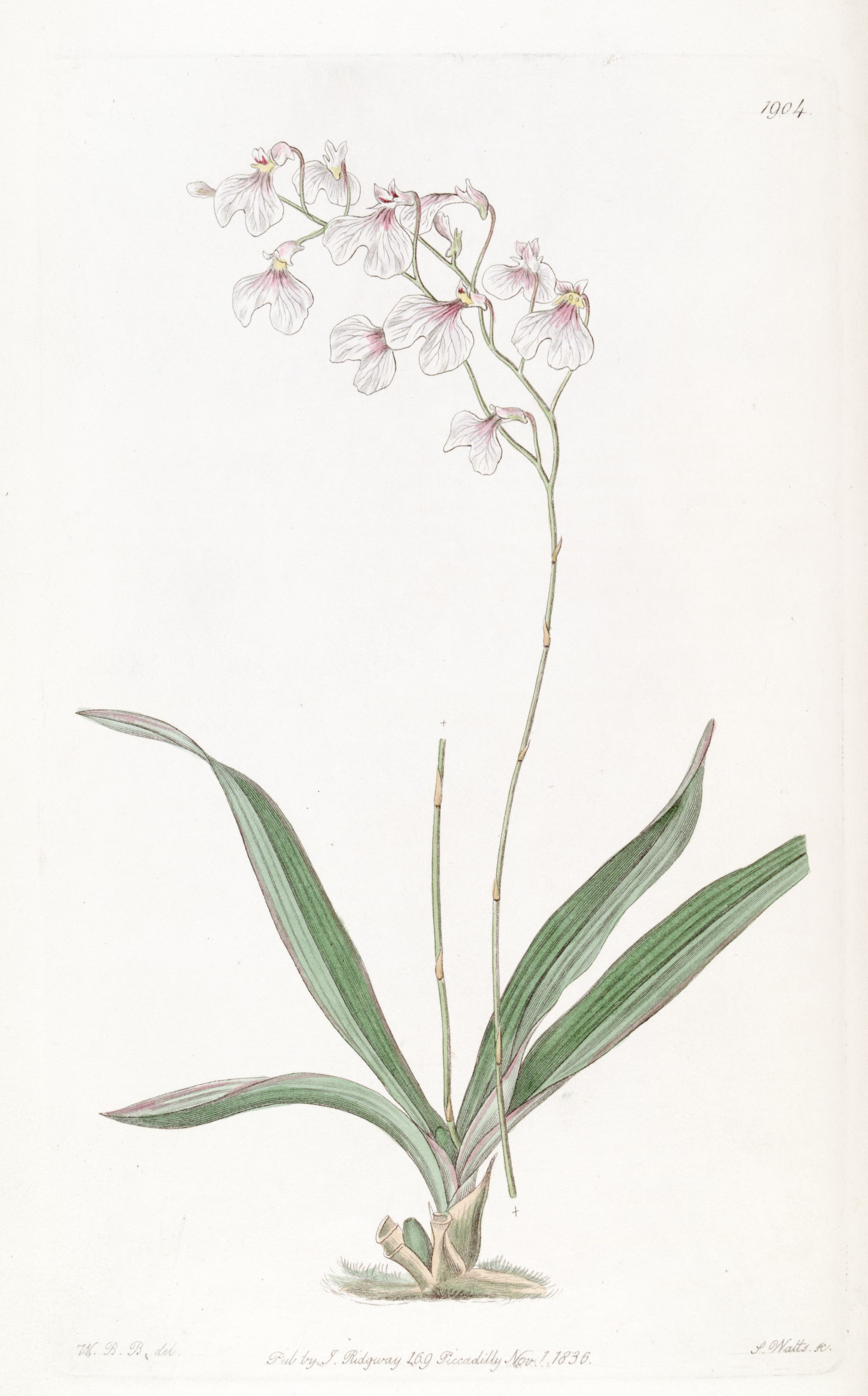
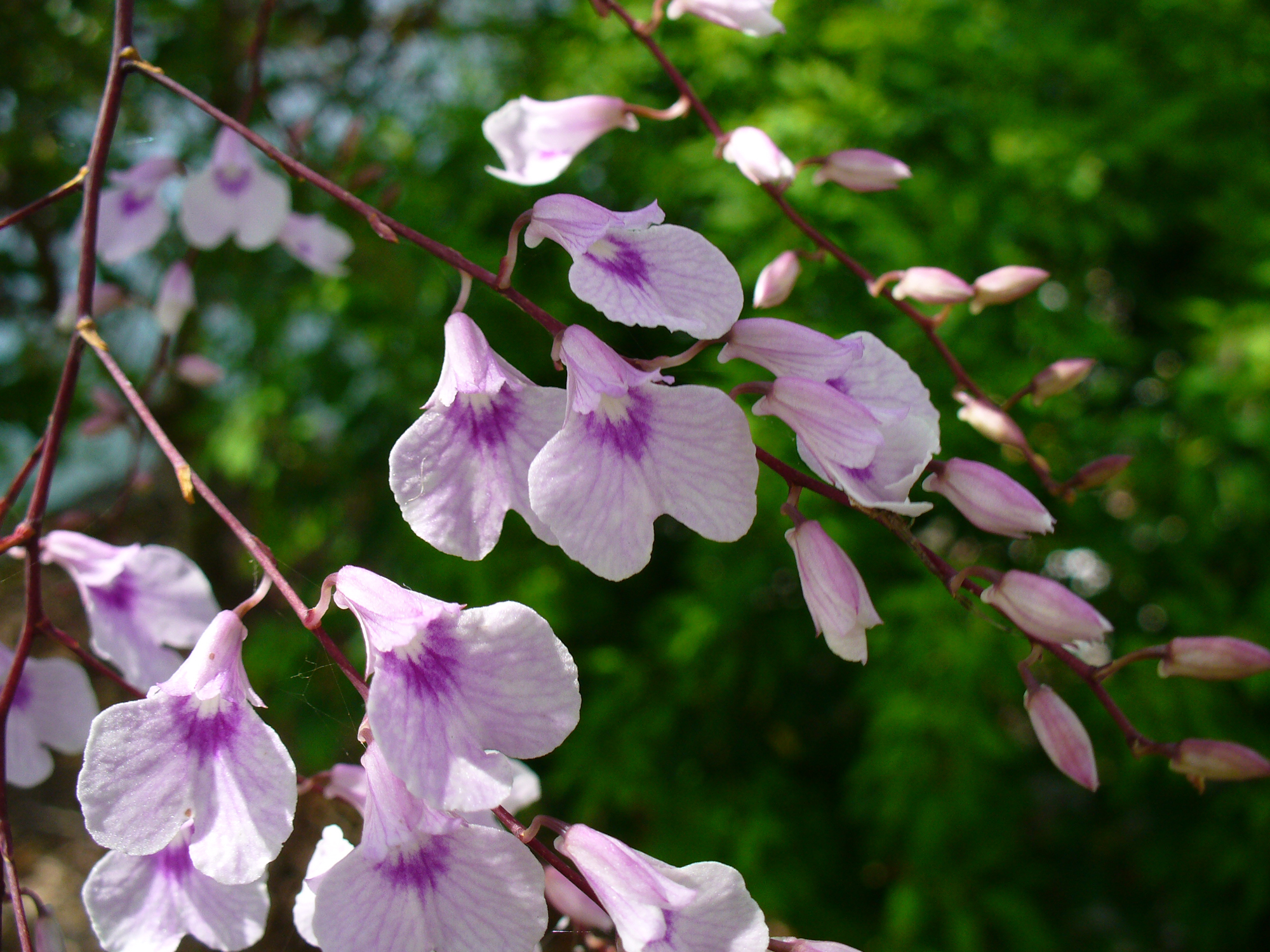

- Tập tin:Ionopsis utricularioides (Ionopsis paniculata) - Curtis v. 91 ser. 3 no. 21 tab. 5541 (1865).jpg